# Fürst-Pless-Horn

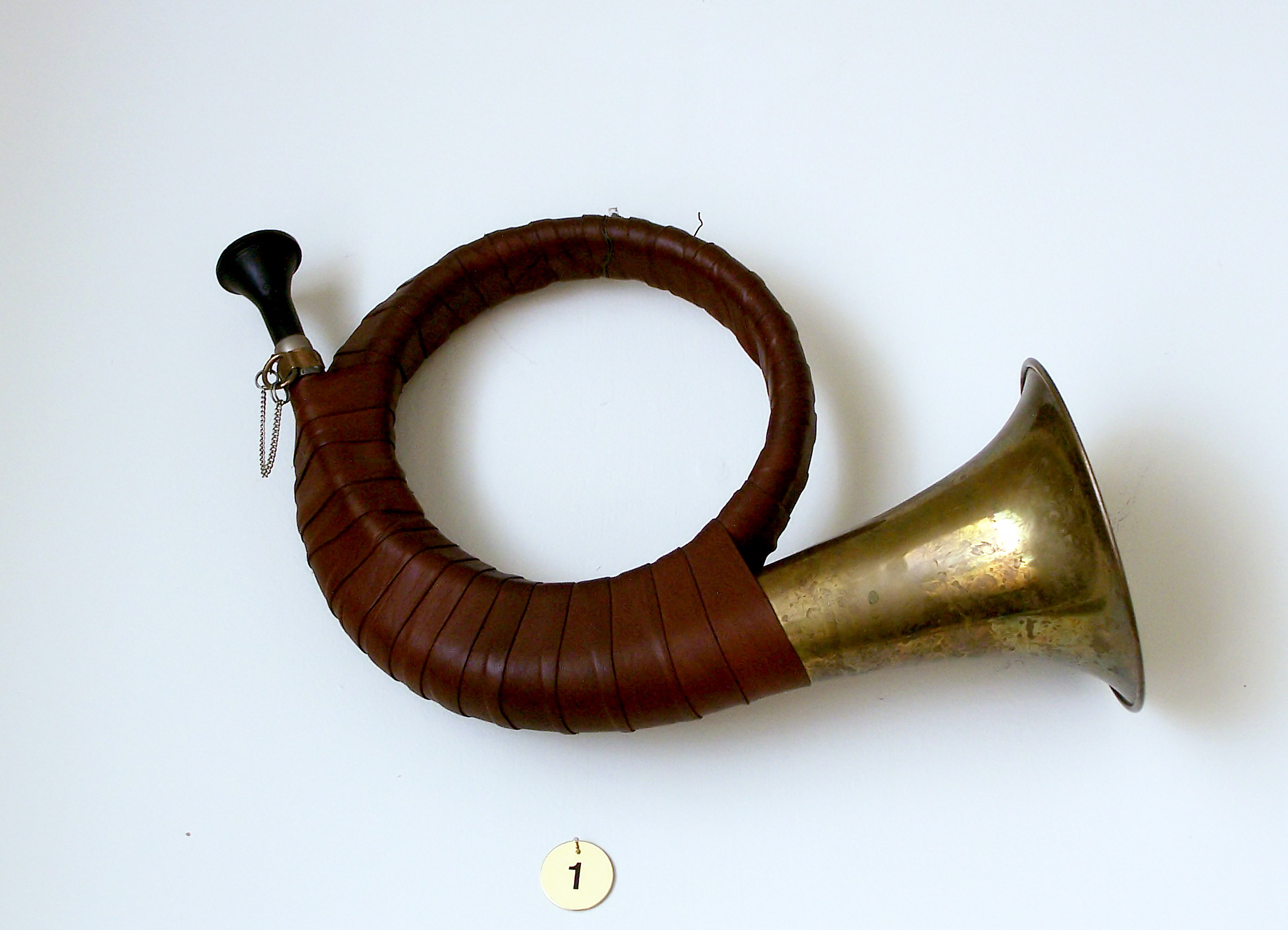
Ein altes Fürst-Pless-Horn

Das Fürst-Pless-Horn, kurz Plesshorn, ist ein in B gestimmtes Blechblasinstrument und dient Jägern als Horn zum Anstimmen der Jagdsignale und Fanfaren.

## Aufbau und Funktion

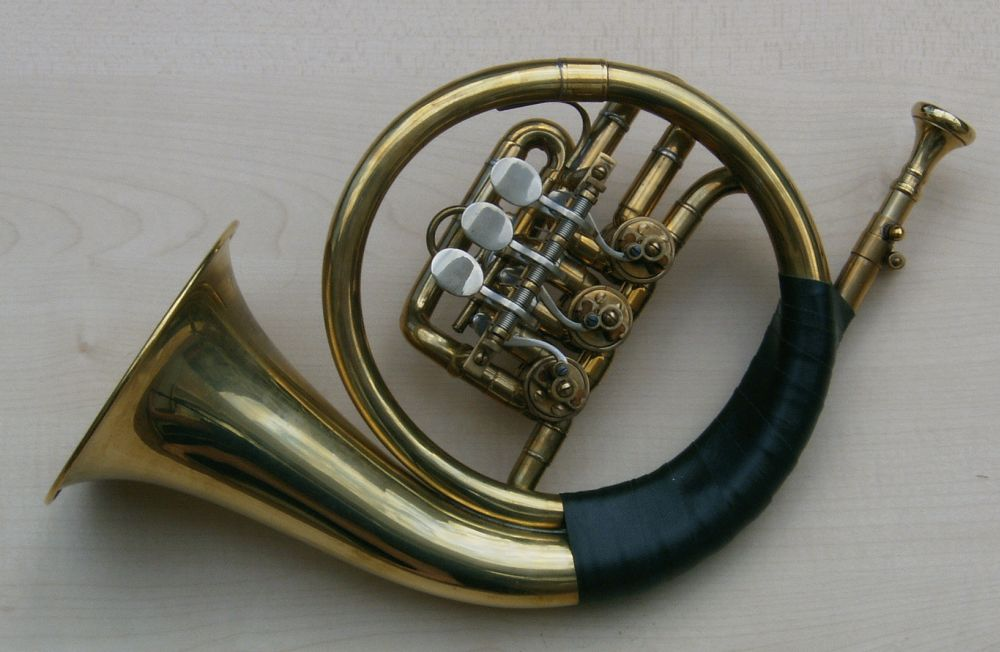
Fürst-Pless-Horn mit Ventilen

Das Fürst-Pless-Horn wird in verschiedenen Bauausführungen als Jagdgebrauchsinstrument verwendet. Als reines Naturhorn mit einer Rohrlänge von ca. 130 cm hat es einen Tonvorrat von normal gebräuchlich sieben Naturtönen, wobei bis auf wenige Ausnahmen nur die fünf tiefsten dieser Töne verwendet werden. Der tiefste Ton davon ist der 2. Naturton, der Grundton (1. Naturton) wird nicht verwendet, da er sehr schlecht intoniert. Die gute Unterscheidbarkeit der fünf üblicherweise verwendeten Töne ist eine Voraussetzung zur klaren Identifikation der verschiedenen Jagdsignale auch über größere Entfernungen in bewachsenem Gelände.

## Notation
Fürst-Pless-Hörner sind transponierende Instrumente, notiert wird immer in C im Violinschlüssel. Als Besonderheit wird der 7. Teilton nicht als b2 mit entsprechendem Vorzeichen, sondern als a2 notiert, um die Notation einfacher zu halten. Für die auf dem Fürst-Pless-Horn gespielten Töne, die in der ersten Spalte in der nachfolgenden Tabelle angegeben sind, haben sich spezielle Bezeichnungen etabliert, die in der zweiten Spalte in der nachfolgenden Tabelle angegeben sind. Bei den klingenden Tönen ist in Klammern deren Abweichung in Cent zum angegebenen Ton in gleichstufiger Stimmung angegeben:
| Teilton | Bezeichnung | klingender Ton | Notation | Frequenz (Hz) |
| ------- | ----------- | -------------- | -------- | ------------- |
| 2.      | 1. Ton      | b0 (±0)        | c1       | 233           |
| 3.      | 2. Ton      | f1 (+2)        | g1       | 349           |
| 4.      | 3. Ton      | b1 (±0)        | c2       | 466           |
| 5.      | 4. Ton      | d2 (-14)       | e2       | 583           |
| 6.      | 5. Ton      | f2 (+2)        | g2       | 699           |
| 7.      | 6. Ton      | as2 (-31)      | a2       | 816           |
| 8.      | 7. Ton      | b2 (±0)        | c3       | 932           |

## Bauformen

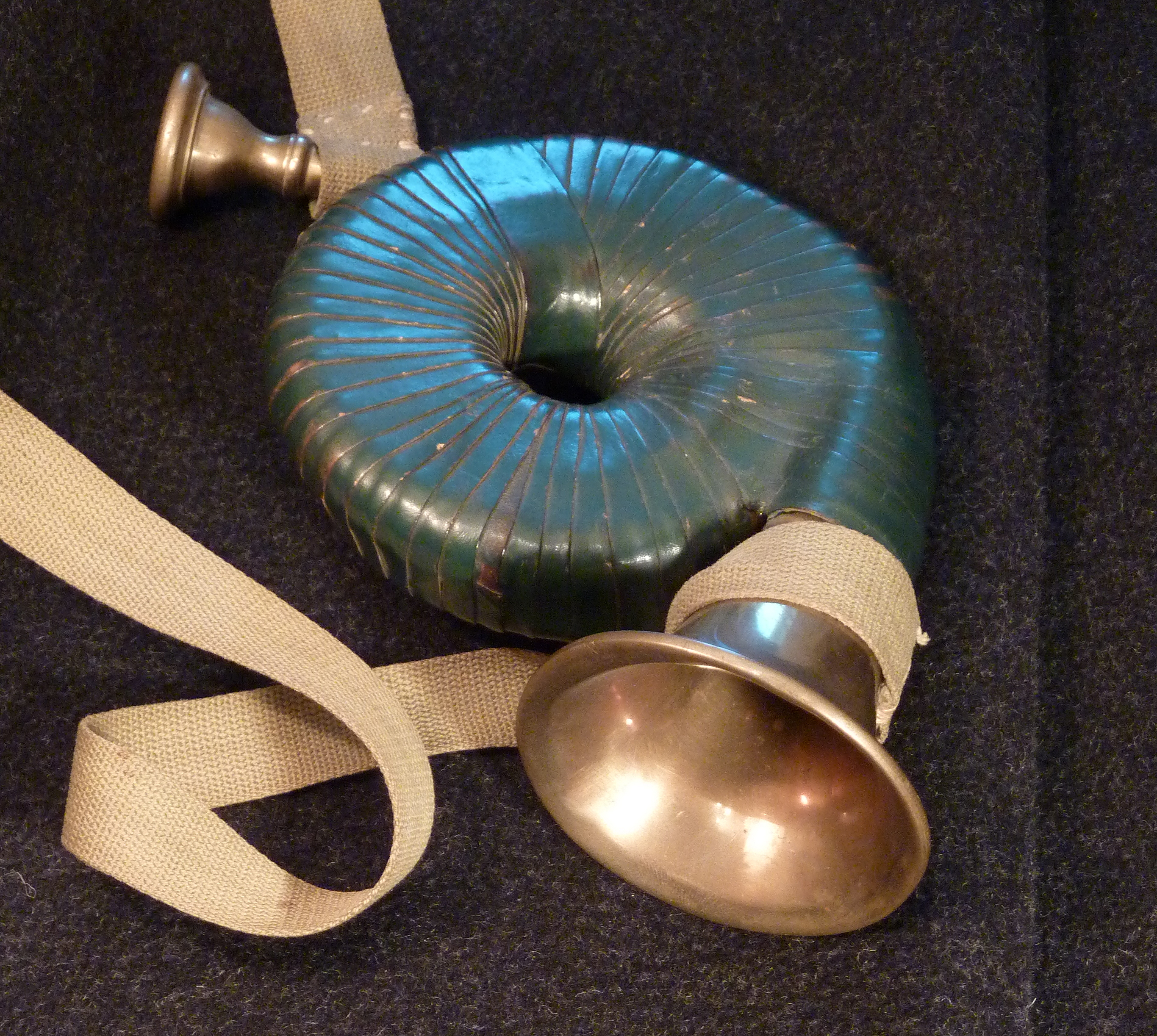
Manteltaschen-Ausführung eines Fürst-Pless-Horns

Fast alle Ausführungen sind in der Regel zumindest teilweise mit Lederband umwickelt. Dieses Lederband erfüllt in erster Linie eine optische Funktion. Weiterhin verbessert es die Griffigkeit und schützt die Hand vor zu starker Auskühlung über das Blech mit dessen hoher Wärmeleitfähigkeit. Außerdem schützt es das Blech etwas vor Beschädigungen und Korrosion durch Handschweiß.
Ein breiter Neusilberkranz am Schallbecherrand diente früher als Überblaskranz oder einfach zur mechanischen Verstärkung, heutige Konzeptionen weisen ihm eher eine optische Bedeutung zu.
Von der normal großen Ausführung mit einem Windungsdurchmesser von ca. 16 cm gibt es sowohl ein ventilloses Naturhorn als auch verschiedene Ausführungen mit drei Ventilen. Letzteres hat einen Tonumfang wie die Trompete oder das Flügelhorn, Gebrauch und Wirkung der Ventile sind entsprechend.
Die normal große Ausführung wird in zwei deutlich unterschiedlichen Mensuren hergestellt. Die weit mensurierte Version ist im Klang grundtöniger, sie ist primär für den Einsatz als Signalinstrument bei der Jagd bestimmt. Die eng mensurierte Version ist im Klang obertonreicher und brillanter. Sie wird vor allem konzertant eingesetzt.
Dickwandige (ab 0,6 mm) Instrumente sind etwas weniger anfällig für Beschädigungen (Beulen im Blech).
Um mehrere Hörner aufeinander stimmen zu können, verfügen diese über einen Stimmzug (Kluppenzug) direkt hinter dem Mundstück.
Bei für den jagdlichen Gebrauch optimierten Instrumenten wird im Interesse der Robustheit des Instruments mitunter auf einen Stimmzug verzichtet. Diese Instrumente sind meist auch weit mensuriert und mit dickwandigem Blech ausgeführt.
Als ventilloses Instrument wird auch eine verkleinerte „Manteltaschenausführung“ hergestellt. Dieses Instrument erreicht nicht die klangliche Brillanz der normal großen Ausführung und wird daher praktisch nur bei der Jagd als Signalinstrument benutzt. Diese Bauausführung wurde durch den Sänger Professor Carl Clewing in der staatlichen Sammlung alter Musikinstrumente in Berlin wiederentdeckt und popularisiert, ihm zur Erinnerung wird es mitunter als Clewingsches Taschenjagdhorn bezeichnet.
Das Fürst-Pless-Horn kann sowohl mit einem Trichtermundstück (Mensur etwa wie ein Flügelhornmundstück) als auch einem Kesselmundstück (Trompetenmundstück) geblasen werden, wobei sich die Auswahl des Mundstücks praktisch nur nach den Vorlieben des Bläsers richtet.
Für den Gebrauch bei der Jagd gibt es Mundstücke aus Kunststoff oder zumindest mit Kunststoffrand. Damit werden bei niedrigen Temperaturen ein angenehmerer Ansatz erreicht und bei Temperaturen unter 0 °C Frostschäden an den Lippen durch ein kaltes Metallmundstück verhindert.

## Geschichte

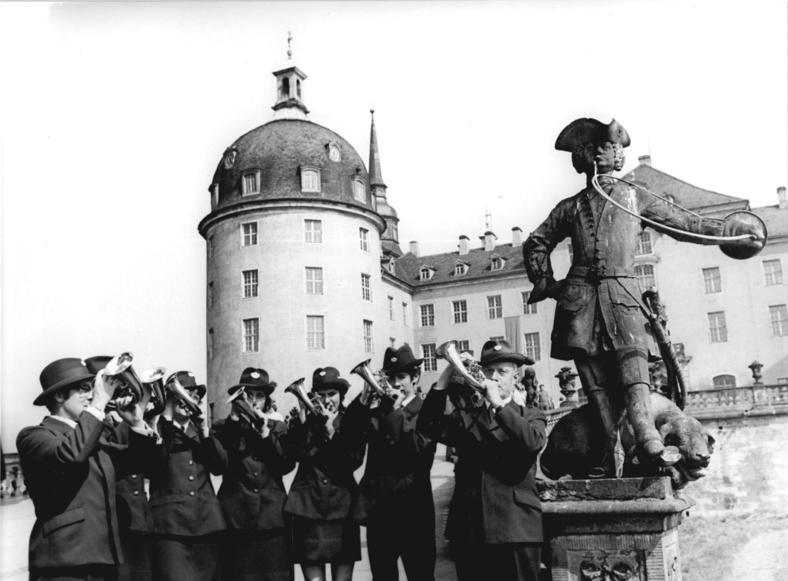
Jagdhornbläser vor Schloss Moritzburg 1976

Benannt wurde das Fürst-Pless-Horn ab 1880 nach Hans Heinrich XI., Fürst von Pless, dem Oberstjägermeister unter den Kaisern Wilhelm I. und Wilhelm II., der zu seiner Verbreitung wesentlich beitrug.
Eingang fand es in das Waidwerk über die Jäger- und Schützeneinheiten des deutschen Bundesheeres, die ein kreisförmiges Signalhorn zur Unterscheidung von der Infanterie mit ihrem Bügelhorn führten. Die im deutschen Bundesheer dienenden Förster und Berufsjäger nahmen es mit ins Zivilleben, ebenso wie manches militärische Signal, das zum Jagdsignal umgewidmet wurde.

## Gebrauch
Das Fürst-Pless-Horn wird nach wie vor als Signalinstrument zum Blasen bestimmter Jagdhornsignale, den sogenannten Jagdleitsignalen, bei Gesellschaftsjagden verwendet. Daneben wird das Instrument auch im jagdlichen Brauchtum und konzertant in sogenannten Bläsercorps, z. B. bei Hubertusmessen, hier auch zusammen mit Parforcehörnern in B, eingesetzt.